# Copelatus coxalis
Copelatus coxalis är en skalbaggsart som beskrevs av Sharp 1882. Copelatus coxalis ingår i släktet Copelatus och familjen dykare. Inga underarter finns listade i Catalogue of Life.